# Akela Jones
Akela Jones, född 22 april 1995, är en friidrottare från Barbados. Hon deltog vid olympiska sommarspelen 2016.